# Coahoma (Mississippi)
Coahoma é uma cidade  localizada no estado americano de Mississippi, no Condado de Coahoma.

## Demografia
Segundo o censo americano de 2000, a sua população era de 325 habitantes.
Em 2006, foi estimada uma população de 348, um aumento de 23 (7.1%).

## Geografia
De acordo com o United States Census Bureau tem uma área de
0,2 km², dos quais 0,2 km² cobertos por terra e 0,0 km² cobertos por água. Coahoma localiza-se a aproximadamente 53 m acima do nível do mar.

## Localidades na vizinhança
O diagrama seguinte representa as localidades num raio de 20 km ao redor de Coahoma.